# クラウデッドハウス
クラウデッドハウス (Crowded House) はイギリスで生産された競走馬である。おもな勝ち鞍は2008年のレーシングポストトロフィー。

## 経歴

### 2歳（2008年）
デビューはニューマーケット競馬場の芝7ハロン競走で、このレースでは10着と大敗してしまう。2戦目はオールウェザーのレースで初勝利を挙げる。続いて一般競走に出走するも2着と惜敗。
その後はG1レーシングポストトロフィーに向かい、ジュークボックスジュリーに次ぐ2番人気に支持される。レースでは馬群の中で控え、ゴール前でジュークボックスジュリー、スカンキービスクーツをあっさりかわすと3馬身半差で快勝し、翌2009年のクラシック戦線の有力馬の一頭となる。

### 3歳・4歳（2009年・2010年）
休養を終えて2009年の緒戦はダンテステークス(G2)に出走したが、見せ場がなく8着に終わった。続くダービーステークスでも6着に敗れた後は休養に入り、3歳シーズンを終えた。明け4歳となった2010年はドバイに遠征し、2月4日のアルラシディーヤ(G3)に出走したが、2着に敗れた。続くマクトゥームチャレンジラウンド2(G3)も2着だった。本番のドバイワールドカップでは9着に敗れた。その後、4戦するがいずれも着外続きであったが、8月28日のパシフィッククラシックステークスでは2着と好走した。9月19日のウッドバインマイルでは惜しくも4着、10月2日のグッドウッドステークスでは最下位の7着に終わった。

### 5歳（2011年）
休養を終えてドバイに遠征し、2月3日のマクトゥームチャレンジラウンド2(G3)に出走したが7着、続くバージナハール(G3)でも9着。3月26日のゴドルフィンマイル(G2)では最下位の14着に終わった。そのレースを最後に引退した。

### 競走成績
| 出走日     | 競馬場           | 競走名                     | 格 | 距離 | 着順 | 騎手         | 着差      | 1着（2着）馬   |
| ---------- | ---------------- | -------------------------- | -- | ---- | ---- | ------------ | --------- | -------------- |
| 2008.08.22 | ニューマーケット | 未勝利                     |    | 芝7f | 10着 | D.ホランド   | アタマ    | Delegator      |
| 2008.09.05 | ケンプトン       | 未勝利                     |    | AW8f | 1着  | J.スペンサー | 3 1/4馬身 | (Custody)      |
| 2008.10.04 | ニューマーケット | 一般競走                   |    | 芝7f | 2着  | M.キネーン   | 1/2馬身   | Donativum      |
| 2008.10.25 | ドンカスター     | レーシングポストトロフィー | G1 | 芝8f | 1着  | J.スペンサー | 3 1/2馬身 | (Jukebox Jury) |

## 血統表
| クラウデッドハウスの血統（ブラッシンググルーム系 / Raise a Native 4x4=12.50%、 Native Dancer 5x5x5=9.38%、 Nearco 5x5=6.25%） | クラウデッドハウスの血統（ブラッシンググルーム系 / Raise a Native 4x4=12.50%、 Native Dancer 5x5x5=9.38%、 Nearco 5x5=6.25%） | クラウデッドハウスの血統（ブラッシンググルーム系 / Raise a Native 4x4=12.50%、 Native Dancer 5x5x5=9.38%、 Nearco 5x5=6.25%） | （血統表の出典）       | （血統表の出典） |
| 父 Rainbow Quest 1981 鹿毛 アメリカ                                                                                           | 父の父Blushing Groom 1974 栗毛 フランス                                                                                       | Red God | Nasrullah              | Nasrullah        |
| 父 Rainbow Quest 1981 鹿毛 アメリカ                                                                                           | 父の父Blushing Groom 1974 栗毛 フランス                                                                                       | Red God | Spring Run             |                  |
| 父 Rainbow Quest 1981 鹿毛 アメリカ                                                                                           | 父の父Blushing Groom 1974 栗毛 フランス                                                                                       | Runaway Bride | Wild Risk              | Wild Risk        |
| 父 Rainbow Quest 1981 鹿毛 アメリカ                                                                                           | 父の父Blushing Groom 1974 栗毛 フランス                                                                                       | Runaway Bride | Aimee                  |                  |
| 父 Rainbow Quest 1981 鹿毛 アメリカ                                                                                           | 父の母I Will Follow 1975 鹿毛 アメリカ                                                                                        | Herbager | Vandale                | Vandale          |
| 父 Rainbow Quest 1981 鹿毛 アメリカ                                                                                           | 父の母I Will Follow 1975 鹿毛 アメリカ                                                                                        | Herbager | Flagette               |                  |
| 父 Rainbow Quest 1981 鹿毛 アメリカ                                                                                           | 父の母I Will Follow 1975 鹿毛 アメリカ                                                                                        | Where You Lead | Raise a Native         | Raise a Native   |
| 父 Rainbow Quest 1981 鹿毛 アメリカ                                                                                           | 父の母I Will Follow 1975 鹿毛 アメリカ                                                                                        | Where You Lead | Noblesse               |                  |
| 母 Wiener Wald 1992 栗毛 アメリカ                                                                                             | 母の父Woodman 1983 栗毛 アメリカ                                                                                              | Mr. Prospector | Raise a Native         | Raise a Native   |
| 母 Wiener Wald 1992 栗毛 アメリカ                                                                                             | 母の父Woodman 1983 栗毛 アメリカ                                                                                              | Mr. Prospector | Gold Digger            |                  |
| 母 Wiener Wald 1992 栗毛 アメリカ                                                                                             | 母の父Woodman 1983 栗毛 アメリカ                                                                                              | Playmate | Buckpasser             | Buckpasser       |
| 母 Wiener Wald 1992 栗毛 アメリカ                                                                                             | 母の父Woodman 1983 栗毛 アメリカ                                                                                              | Playmate | Intriguing             |                  |
| 母 Wiener Wald 1992 栗毛 アメリカ                                                                                             | 母の母Chapel of Dreams 1984 栗毛 アメリカ                                                                                     | Northern Dancer | Nearctic               | Nearctic         |
| 母 Wiener Wald 1992 栗毛 アメリカ                                                                                             | 母の母Chapel of Dreams 1984 栗毛 アメリカ                                                                                     | Northern Dancer | Natalma                |                  |
| 母 Wiener Wald 1992 栗毛 アメリカ                                                                                             | 母の母Chapel of Dreams 1984 栗毛 アメリカ                                                                                     | Terlingua | Secretariat            | Secretariat      |
| 母 Wiener Wald 1992 栗毛 アメリカ                                                                                             | 母の母Chapel of Dreams 1984 栗毛 アメリカ                                                                                     | Terlingua | Crimson Saint F-No.8-c |                  |

- 祖母Chapel of DreamsはStorm Catの半妹。
- 主な近親にカナテープ（関屋記念）